# Stadion Brühl
Het Stadion Brühl is een multifunctioneel stadion in Grenchen, een plaats in Zwitserland. 
Het stadion wordt vooral gebruikt voor voetbalwedstrijden, de voetbalclub FC Grenchen maakt gebruik van dit stadion. Het jaarlijks gehouden Uhrencup wordt altijd in dit stadion gespeeld. In het stadion is plaats voor 10.964 toeschouwers. Het stadion werd geopend in 1927.